# Дубенінки
Дубенінкі (пол. Dubeninki, нім. Dubeningken) — село в Польщі, у гміні Дубенінки Ґолдапського повіту Вармінсько-Мазурського воєводства.
Населення — 731 особа (2011).
У 1975-1998 роках село належало до Сувальського воєводства.

## Демографія
Демографічна структура станом на 31 березня 2011 року:
|          | Загалом | Допрацездатний вік | Працездатний вік | Постпрацездатний вік |
| -------- | ------- | ------------------ | ---------------- | -------------------- |
| Чоловіки | 355     | 65                 | 241              | 49                   |
| Жінки    | 376     | 78                 | 212              | 86                   |
| Разом    | 731     | 143                | 453              | 135                  |